# Praia Estadual de Pontes Naturais

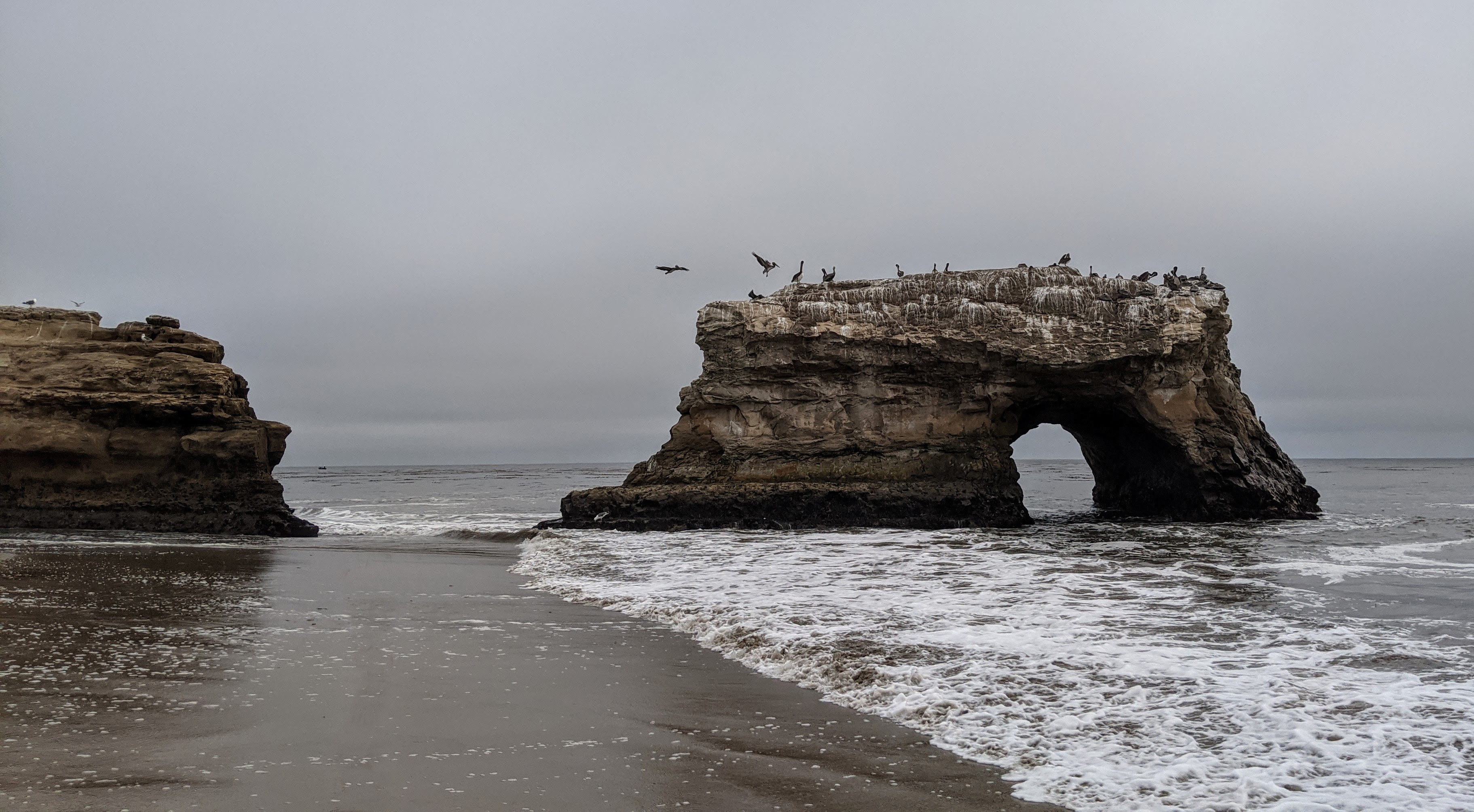
A ponte natural que restou é um ótimo abrigo para as aves.

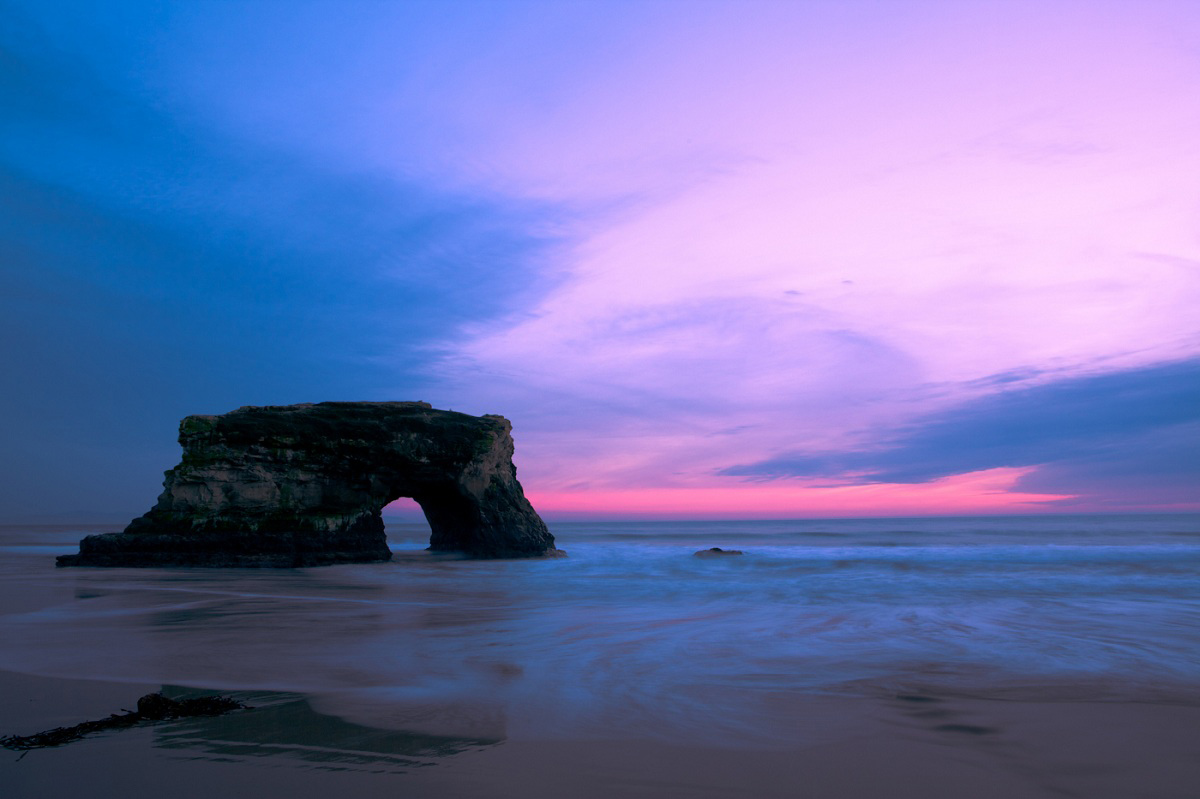
A ponte natural iluminada pelo pôr do sol.

Localizada na cidade de Santa Cruz, na Califórnia, a Praia Estadual de Pontes Naturais (em inglês:  Natural Bridges State Beach) é um parque estadual que se destaca pela sua ponte natural de arenito, formada pela erosão marinha ao longo de milhões de anos. A ponte natural tem cerca de dezoito metros de altura e trinta metros de comprimento e é a única que sobrou das três que havia no local. As outras duas colapsaram em 1980 e 2016.
O parque é também um refúgio para a vida selvagem, especialmente para as borboletas-monarca que migram para lá no inverno. Os visitantes podem observar aves, baleias, focas e lontras no mar e explorar as poças de maré que abrigam estrelas-do-mar, caranguejos, anêmonas e outros animais coloridos.
Fundado em 1933, o parque tem uma área de vinte e seis hectares e recebe cerca de 925 mil visitantes por ano. Conta com um centro de visitantes que fornece informações sobre a história, a geologia e a ecologia do local, além de áreas para piquenique, banheiros e estacionamento.